# Osezaki fyr
Osezaki fyr (japanska: 大瀬埼灯台) är en fyr på sydvästra spetsen av ön Fukue-jima i ögruppen Gotōöarna i Nagasaki prefektur i Japan.
Den första fyren på platsen tändes år 1879. Den var av gjutjärn och konstruerad av en engländare. Delar av fyren är utställda på 
Museum of Maritime Science i Tokyo.
Den nuvarande fyren byggdes år 1971. Den är 16 meter hög och av betong. Fyrapparaten visar en vit blixt var tionde sekund och lysvidden är 12 sjömil.

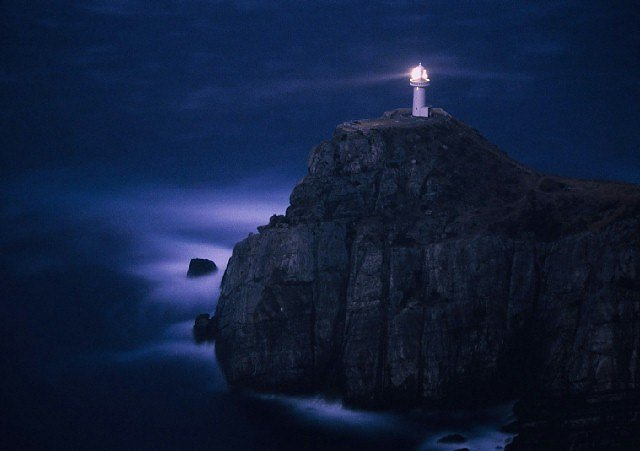
Fyren står på en hög kulle.

Fyren står högt upp på en kulle med milvid utsikt över Östkinesiska havet. Fyrplatsen kan nås till fots men fyren är stängd för allmänheten.